# Будівля Італія
Будівля Італія (порт. Edifício Itália або порт. Circolo Italiano — італійське коло) — один з найвідоміших хмарочосів Сан-Паулу, Бразилія. Побудований в 1960, відкритий в 1965, має 168 метрів і 46 поверхів.